# Euchaetes sinaloensis
Euchaetes sinaloensis är en fjärilsart som beskrevs av Dyar 1921. Euchaetes sinaloensis ingår i släktet Euchaetes och familjen björnspinnare. Inga underarter finns listade i Catalogue of Life.